# 甲氧西林
甲氧西林（INN：methicillin）或二甲氧苯青霉素，是一种于1960年首次合成的β-内酰胺类半合成抗生素。发现于1960年，主要对金黄色葡萄球菌等革兰氏阳性菌有作用，可用于治疗败血症、呼吸道感染、脑膜炎等由细菌感染引发的病症。

## 作用机理
甲氧西林属于β-内酰胺类抗生素中的青霉素类抗生素，是一种半合成的耐酶青霉素，对革兰氏阳性菌有较好杀灭作用。甲氧西林能抑制细菌肽聚糖的交联抑制细菌细胞壁的合成，起到杀灭细菌的作用。更具体地说，甲氧西林在结构上是D-丙氨酰-D-丙氨酸（D-alanyl-alanine）的类似物，它通过与青霉素结合蛋白（PBP）结合，并竞争性抑制该蛋白的酶活性达到阻止肽聚糖交联的目的。

## 临床
甲氧西林遇酸易分解，因此不能口服，只能通过注射给药。同时，因为甲氧西林抗菌活性低，所以需要大剂量注射才能保持活性，主要用以治疗由革兰氏阳性菌感染造成的病症。目前，甲氧西林已基本不在临床上使用，临床上现在一般使用氟氯西林和双氯西林替代甲氧西林。
抗甲氧西林金黄色葡萄球菌（MRSA）最初发现于1960年代。该名词目前作为历史名词保留，用来泛指对所有青霉素类抗生素都具有抗性的金黄色葡萄球菌菌株。